# Fair Weather
Fair Weather was een Britse band rondom de gitarist / zanger Andy Fairweather Low. De band was een afsplitsing van Amen Corner. Andy nam Dennis Brown (slagwerk), Blue Weaver (toetsen) en Clive Taylor (basgitaar) en Neil Jones (gitaar) mee naar zijn band.
Fair Weather is het meest bekend van de single Natural Sinner uit 1970. Deze bereikte in augustus van dat jaar de 26e plaats van de Nederlandse top 40. Op de Britse hitparade haalde de opname de zesde plaats.
Wegens gebrek aan succes werd de band in 1972 opgedoekt. Blue Weaver vertrok naar de Strawbs en trok daarna verder. Andy begon een solocarrière en speelde als gastmusicus op talloze albums en optredens mee, waaronder bij Eric Clapton, The Who en Roger Waters.

## Discografie
- 1971: Beginning from an end
- 1972: Let your mind roll on